# 22 (Parva)
22 è l'album d'esordio dei Parva, band indie rock proveniente da Leeds ed ora conosciuta con il nome di Kaiser Chiefs. L'uscita dell'album è stata anticipata dai singoli Heavy, Good Bad Right Wrong, Hessles e TV.

## Tracce
1. Heavy – 2:52
2. Good Bad Right Wrong – 3:22
3. Couldn't Contain – 3:33
4. TV – 4:32
5. Don't Sweat – 4:31
6. Country In C – 3:26
7. God Bless America – 3:59
8. Hessles – 2:42
9. Scu22 – 3:15
10. Sitting On The Prince Of Wales – 5:46
11. Don't Get Me Wrong – 4:46
12. A.K.A. – 0:26